# البطولة الوطنية المجرية 1910–11
البطولة الوطنية المجرية 1910–11 (بالمجرية: 1910–1911-es magyar labdarúgó-bajnokság)‏ هو الموسم 10 من  البطولة الوطنية المجرية. أشرف على تنظيمه اتحاد المجر لكرة القدم، وكان عدد الأندية المشاركة فيه  10، وفاز فيه نادي فيرينتسفاروشي.